# Lumina (program)
Lumina – środowisko graficzne dla systemów BSD i GNU/Linux, bazujące na bibliotece Qt. Tworzone głównie z myślą o systemie TrueOS, jednak jest również dostępne dla wielu dystrybucji Linuxa.

## Historia
Projekt został zapoczątkowany w 2012 roku przez Kena Moore’a, jednego z deweloperów systemu PC-BSD. Pierwotnie miał to być jedynie zestaw pomocniczych narzędzi dla Fluxboxa, jednak koncepcja spodobała się jego bratu Krisowi – założycielowi i również współtwórcy ww. dystrybucji BSD – który zaproponował możliwość przechowywania źródeł projektu w repozytorium tegoż systemu. Chciał w ten sposób udostępnić Luminę liczniejszemu gronu użytkowników. Od tego momentu rozwój zaczął przebiegać bardzo prężnie, choć jak przyznaje sam autor, był on utrzymywany w możliwe największej dyskrecji. W kwietniu 2014 na blog z informacjami o aktualizacjach trafiła przypadkowo informacja na temat tego projektu (figurował on już wówczas w systemie portów). Społeczność PC-BSD na wieść o tym wyraziła duży entuzjazm – jest to bowiem pierwszy pulpit rozwijany niezależnie na zasadach BSD. Obecnie jest to domyślne środowisko graficzne systemu TrueOS.

## Cechy projektu
Koncepcja Luminy opiera się w dużej mierze na zasadzie KISS. Środowisko napisano korzystając bezpośrednio z biblioteki Qt, bez użycia dodatkowych frameworków udostępnianych w ramach innych pulpitów (jak np. KDE Framework). Lumina jest również niezależna od popularnych usług do zarządzania systemem – zamiast wykorzystywać pośredniczące narzędzia typu ConsoleKit, PolicyKit, DBus czy systemd, posiada ona własny moduł komunikacyjny. Dzięki temu środowisko można stosunkowo łatwo dostosowywać do różnych platform, a pisanie rozszerzeń wymaga mniejszej liczby zależności. Autorzy skupiają się na tworzeniu modularnego i elastycznego interfejsu użytkownika, jednocześnie unikając dołączania do niego narzędzi służących szerszej konfiguracji systemu.
Aktualnie pulpit wciąż korzysta z menedżera okien Fluxbox, jednak trwają prace nad stworzeniem dedykowanego rozwiązania opartego na Qt. Na obecną chwilę oprogramowanie zostało przetłumaczone na język polski w 92%.